# Архиерейка
Архиере́йка (посёлок Архиерейка) — микрорайон в Мотовилихинском районе города Перми.

## География
Микрорайон Архиерейка расположен в левобережной части Перми на крайнем юге Мотовилихинского района. Площадь 0,83 км².

## История
На территории современного микрорайона раньше располагалась деревня Сенькина (Сенькино), находившаяся на возвышенном правом берегу речки Малая Ива (на юго-востоке микрорайона). История нового названия началась с 1878 года, когда здесь был построен дом архиерея (архиерейское подворье) — пермского епископа Вассиана — с домовой Всехсвятской часовней. Здесь пермский архиерей жил наездами летом. С тех пор местность стала называться Архиерейкой. С возникновением архиерейского подворья деревня стала называться Архиерейкой.
В конце XIX века здесь были устроены канатная фабрика и дрожжевой завод.
На «Плане Мотовилихинского района» 1923 года — Советское хозяйство (Архиерейская Заимка), на «Карте окрестностей города Перми» 1926 года — совхоз им. Решетникова (бывшая Архиерейка), затем — совхоз «Мотовилихинский». В совхозе работала Опытная сельскохозяйственная станция. В посёлке была также устроена метеостанция.
Ныне микрорайон представляет собой зону частной застройки с несколькими объектами складского или производственного назначения, оставшимися после ликвидации совхоза.

## Транспортное сообщение
- Автобус маршрута: 55

## Улицы
С западной стороны микрорайона есть улица актера Емельянова и Зверохозяйство, с восточной — улицы Мартовская и Рабочего Иванченко, дома в центре числятся по адресу «Микрорайон Архиерейка».

## Достопримечательности
Площадка метеостанции.